# Бенно фон Арент
Бенно Георг Едуард Вільгельм Йоахім фон Арент (нім. Benno Georg Eduard Wilhelm Joachim von Arent; 19 червня 1898, Герліц — 14 жовтня 1956, Бонн) — німецький кінорежисер, костюмер, дизайнер і архітектор. Оберфюрер СС.

## Біографія
Учасник Першої світової війни. З січня по кінець 1919 року — член фрайкору «Східна Пруссія». Після її завершення Арент почав свою художню кар'єру. Паралельно з навчанням він підробляв в компанії з виробництва газових лічильників і пальників. Згодом став працювати художником по костюмах. У 1923 році був офіційно працевлаштований в театрі, де відповідав за обладнання. Професійна кар'єра Арента почалася на початку 30-х років, коли він приєднався до нацистської партії і вступив до лав штурмових загонів, але його великий підйом почався тільки на початку 1930-х років, коли він став одним з перших членів СС і НСДАП: у листопаді 1931 року вступив в СС (посвідчення № 36 320), 1 травня 1932 року — в НСДАП (квиток № 1 105 236). Після цього йому була запропонована робота в міністерстві мистецтв, де Арент відповідав за розробку декорацій для різних місць, наприклад — Німецької опери. Він також відповідав за розробку і створення форми для співробітників нацистських делегацій, ставки фюрера і медалей. У 1932 став одним із засновників Націонал-соціалістичного союзу сценічного мистецтва (на кінець 1935 перейменований в Товариство діячів мистецтва). Своєю роботою заслужив репутацію видатного режисера, яку відзначав Адольф Гітлер. З 1931 року Бенно фон Арент пробував себе в зйомці декількох фільмів, в тому числі і вистав. Незважаючи на зайнятість на численних роботах в театрі і кінематографі, Арент у вільний час також працював і архітектором. У 1933 призначений шефом пропаганди на кіностудії УФА. Був заступником голови Театрального музею в Мюнхені. Член товариства Лебенсборн. З 1936 року — імперський керівник дизайнерів сцени. З 1939 імперський уповноважений з питань моди. Під час Другої світової війни Арент був найнятий Генріхом Гіммлером. Учасник Польської кампанії. У 1944 вступив до військ СС. У 1945 заарештований органами радянської контррозвідки. Засуджений, провів 8 років у таборах. У 1953 переданий владі ФРН і звільнений.

## Дизайн нагород
Арент розробив дизайн наступних нагород:
- Данцизький хрест
- Німецький орден

## Фільмографія

### Режисер
- 1931: La fille et le garçon
- 1931: Ronny
- 1932: Zwei Herzen und ein Schlag
- 1932: Goethe-Gedenkfilm. 1. Der Werdegang
- 1933: Lachende Erben
- 1933: Liebe muß verstanden sein
- 1933: Viktor und Viktoria
- 1934: Die vertauschte Braut
- 1934: L'Amour en cage
- 1934: Vers l'abîme
- 1934: Die Insel
- 1935: Die törichte Jungfrau
- 1935: Ein idealer Gatte
- 1936: Die Unbekannte
- 1938: Es leuchten die Sterne

### Головний костюмер
- 1924: Die schönste Frau der Welt
- 1931: Ronny

### Актор
- 1927: Die Vorbestraften

## Звання
- Фанен-юнкер (25 вересня 1916)
- Фанен-юнкер-єфрейтор
- Фанен-юнкер-унтер-офіцер (27 січня 1917)
- Фенріх (15 серпня 1917)
- Лейтенант (31 грудня 1917)
- Манн СС (листопад 1931)
- Труппфюрер СС (1932)
- Штурмбаннфюрер СС (28 вересня 1937)
- Оберштурмбаннфюрер СС (11 вересня 1938)
- Обер-лейтенант резерву (1 березня 1939)[5]
- Штандартенфюрер СС (20 квітня 1939)
- Гауптман резерву (1 вересня 1939)[5]
- Оберфюрер СС (20 квітня 1941)
- Гауптштурмфюрер резерву військ СС (25 лютого 1944)
- Штурмбаннфюрер резерву військ СС (20 грудня 1944)

## Нагороди
- Залізний хрест
  - 2-го класу (20 листопада 1917)
  - 1-го класу
- Цивільний знак СС (№ 159 247)[4]
- Почесний кут старих бійців
- Почесний хрест ветерана війни з мечами
- Йольський свічник[4]
- Німецький Олімпійський знак 1-го класу[4]
- Німецький кінний знак в сріблі
- Кільце «Мертва голова»
- Почесна шпага рейхсфюрера СС
- Орден Корони Італії, великий офіцер (1937)[5]
- Орден Святого Савви, великий хрест (Королівство Югославія)
- Медаль «За вислугу років у Вермахті» 4-го і 3-го класу (12 років)
- Медаль «У пам'ять 13 березня 1938 року»
- Медаль «У пам'ять 1 жовтня 1938»
- Данцизький хрест 1-го класу
- Застібка до Залізного хреста 2-го класу (25 вересня 1939)
- Хрест Воєнних заслуг 2-го класу
- Медаль «За вислугу років у НСДАП» в бронзі (10 років)